# Steel Panther
Steel Panther é uma banda satírica de glam metal com origem em Los Angeles, Califórnia, sendo mais conhecida por suas letras humorísticas. Formada em 2000, a banda já lançou quatro álbuns.

## História

### Metal Skool

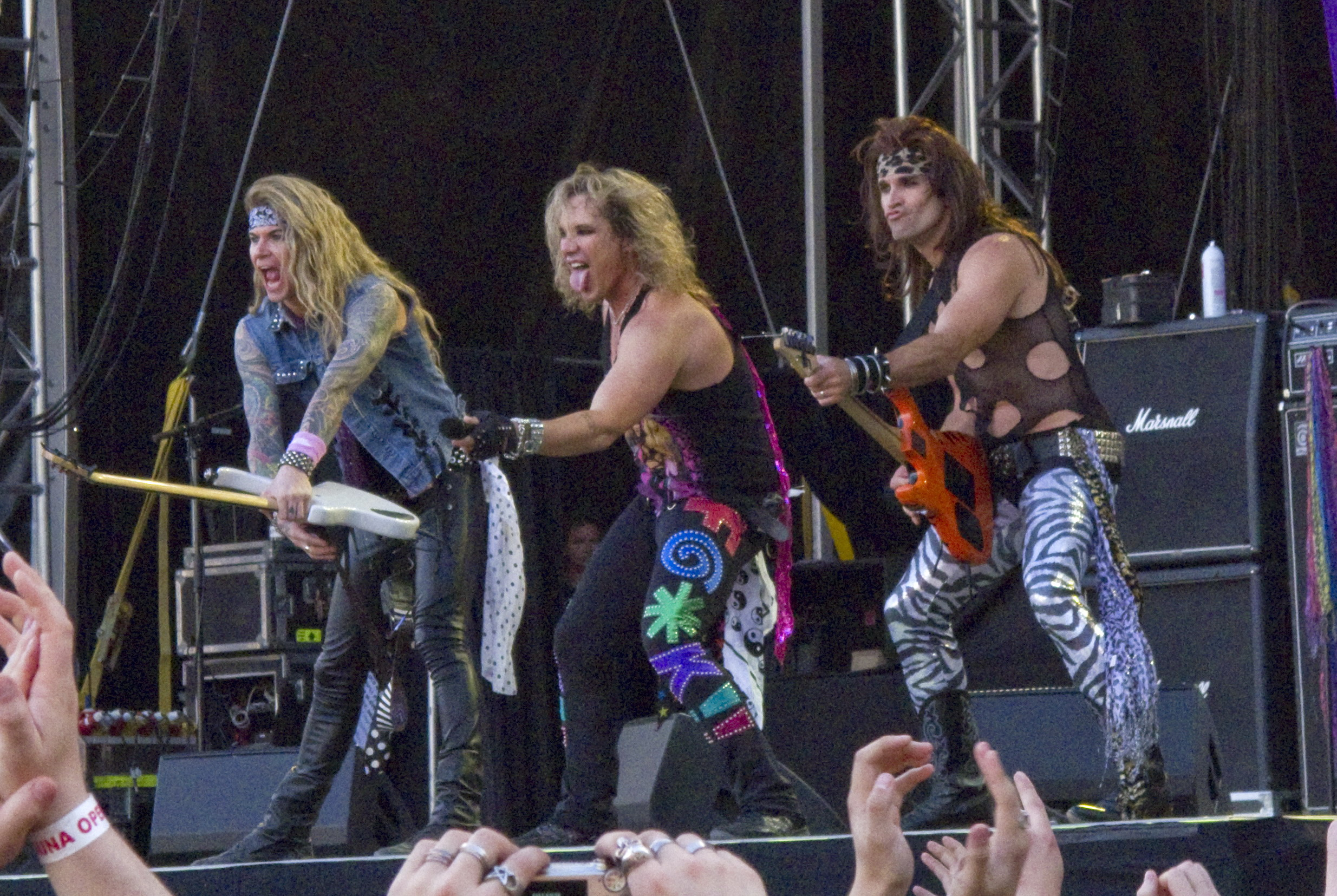
Lexxi Foxx, Michael Starr e Satchel no Sauna Open Air Metal Festival 2010.

O quarteto ganhou popularidade no Sunset Strip no começo dos anos 2000 com o nome de Metal Shop (que em breve seria mudado para Metal Skool, e então para Steel Panther). Sua lineup consiste no vocalista Ralph Saenz ("Michael Starr"), o baterista Darren Leader ("Stix Zadinia"), o baixista Travis Haley ("Lexxi Foxx"), e o guitarista Russ Parrish ("Satchel"). A banda fazia shows semanais na segunda-feira no Key Club, tocando cover de bandas hair metal dos anos 80 enquanto fazia paródia das mesmas. Apesar da mudança de nome, e alguns membros se dedicarem a um tributo de Van Halen, eles finalmente conseguiram ganhar algum sucesso. Em 2003 o Steel Panther publicou o Hole Patrol, seu álbum de estreia independente. A banda apareceu numa propaganda do Discover Card como Danger Kitty e no sitcom Drew Carey Show como Steel Panther. Também em 2003, sua música "Death to All But Metal" foi incluida numa compilação chamada Hey, That's What I Call Sludge! Vol. 1 publicado pelo site Metal Sludge. Seu cover da música "Fantasy" de Aldo Nova foi usado como tema de abertura do Rob Dyrdek's Fantasy Factory, programa da MTV. Em 27 de novembro de 2007 o Metal Skool tocou músicas próprias e covers do KISS no programa de Gene Simmons, eles podem serem vistos no background de Gene Simmons' reality show Gene Simmons Family Jewels. No mesmo ano eles também apareceram como eles mesmos no Las Vegas no episódio "The High Price of Gas".

### Steel Panther

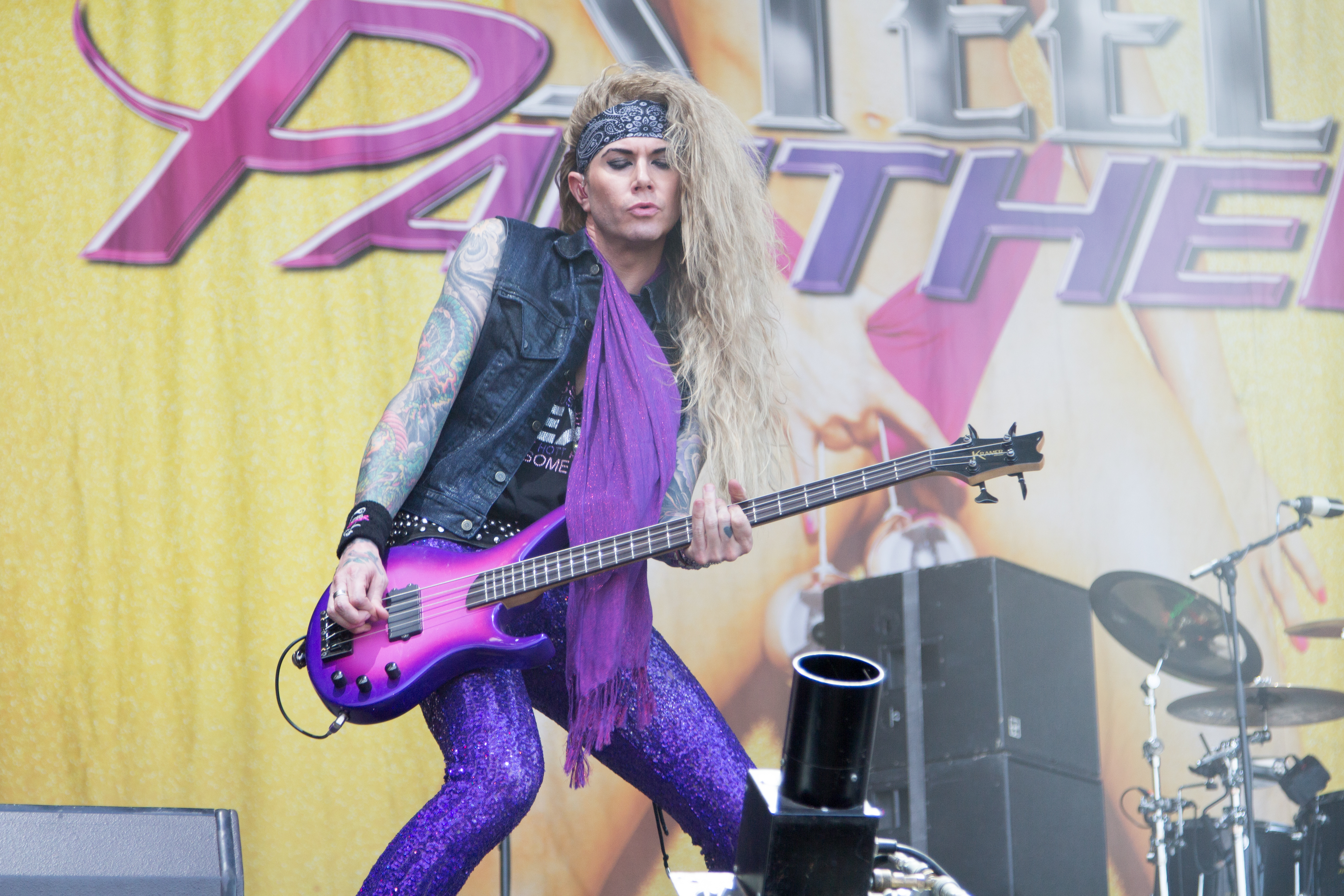
Lexxi Foxx no Nova Rock 2014, Austria

Em abril de 2008 a banda decide mudar seu nome de Metal Skool para Steel Panther, fazendo um novo lançamento no The Rockin' Saddle Club em Redlands, California.  Em uma entrevista, Michael Starr revela que o nome da banda foi inspirado no  Steel Dragon, banda de Zakk Wylde e Mark Wahlberg no filme Rock Star (em que Michael Starr faz uma pequena aparição).  Em maio de 2008, a banda assina um contrato com a Republic Records (comprada pelo selo Universal Records) anunciando planos para um novo álbum de estúdio.
O primeiro single, foi uma nova versão de "Death to All but Metal", tendo sua primeira aparição no iTunes em 27 de janeiro de 2009, considerando que o álbum, intitulado de Feel the Steel e produzido por Jay Ruston, foi publicado em  9 de junho do mesmo ano.  Um vídeo promocional, dirigido pelo ator Dean Cameron, foi gravado para a música "Fat Girl (Thar She Blows)".
O frequente colaborador Dean Cameron, também foi creditado como coescritor de "Supersonic Sex Machine" no Balls Out, dirigiu e coescreveu uma apresentação para um piloto, em uma tentativa de conseguir para o Steel Panther seu próprio programa de televisão.
Em 6 de dezembro de 2011, o Steel Panther sua segunda turnês britânica para divulgar seu novo álbum Balls Out. Os ingressos para os shows foram liberados em 9 de dezembro, com muitos sites vendendo seus ingressos ao longo de um mês. Isso os levou à uma nova turnês no Reino Unido em 2012.

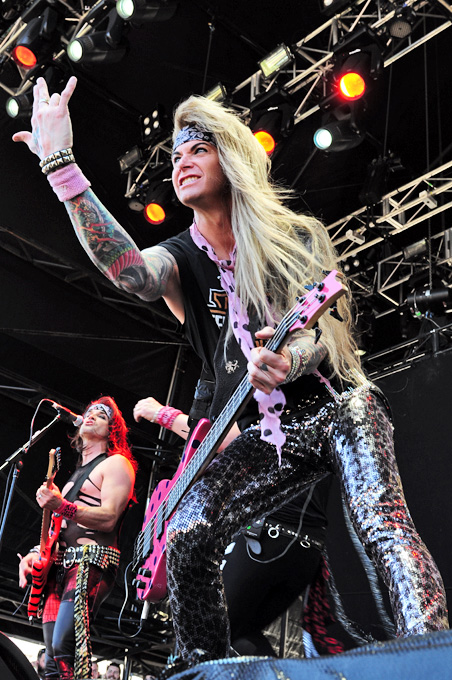
Steel Panther no Claremont Showgrounds 2012

A banda tocou no palco principal do Download Festival em junho de 2012, em Leicestershire, Inglaterra, na qual eles se juntaram no palco com Corey Taylor do Slipknot para tocar Death to All But Metal. Eles tocaram na frente de mais de 100,000 pessoas.
O Steel Panther tocou novamente no palco principal do Download Festival aos arredores de Castle Donington, em 15 de junho de 2014. Tocando mais uma vez para mais de 100,000 pessoas e dividindo palco com Alter Bridge e Aerosmith.
Apareceram em um sketch de comédia no britânico Channel 4's The Feeling Nuts Comedy Night, chamando a atenção para o câncer de testículos e como parte do Feeling Nuts Movement.
Em 25 de abril de 2015 a banda foi uma das atrações principais da edição brasileira do Monsters of Rock. Protagonizando um dos momentos mais memoráveis da edição onde convidaram fãs para fazer o tradicional topless em cima do palco.
Steel Panther é gerenciado pelo ex-baterista do Extreme, Paul Geary.

## Álbuns

### Feel the Steel(2009–2010)
Steel Panther lançou Feel the Steel no dia 8 de junho de 2009 no Reino Unido e 6 de outubro na América do Norte  através da Universal Republic, fazendo sua estreia em uma grande gravadora. Feel the Steel lançado como No. 1 na categoria Comedy da Billboard, No. 123 na Billboard 200 e eventualmente subindo para No. 98 na mesma categoria. A gravação lançou vários hits como "Community Property" e "Death to All but Metal" com performance dos notáveis vocalistas Corey Taylor, Justin Hawkins, e M. Shadows.
O sucesso da gravação trouxe a atenção do Grammys, fazendo com que aparecessem na votação para a disputa de "Melhor Álbum de Comédia" em Outubro de 2010, mas não conseguiram uma nomeação.
A faixa "Eyes of a Panther" do Feel the Steel foi lançada na trilha sonora do jogo Skate 3.

### Balls Out(2011–2012)

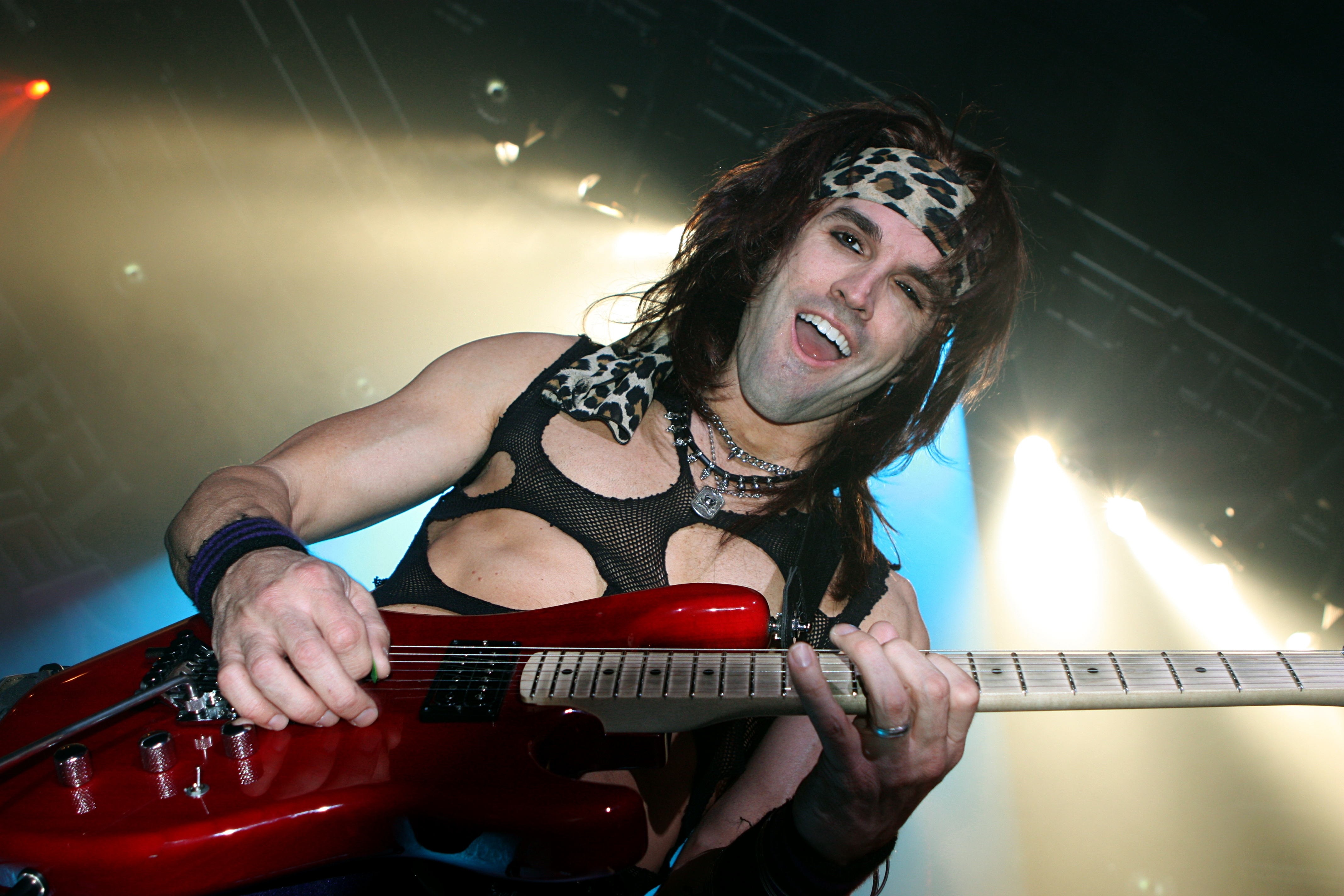
Satchel em Las Vegas, 2009.

Steel Panther lança seu segundo álbum Balls Out em  31 Outubro de 2011 no Reino Unido e 1 de Novembro na América do Norte também pela gravadora Universal Republic. Balls Out continuo com seu estilo heavy metal oitentista e foi o No. 1 do Reino Unido na categoria Rock do iTunes, superando os lançamentos de TH1RT3EN do Megadeth e Lulu de Lou Reed e Metallica. Balls Out lançado como No.4 nos Estados Unidos na categoria de Rock do iTunes, No. 40 na Billboard 200 e No.1 na categoria Comedy da Billboard com 12,000 copias vendidas na sua primeira semana somente nos Estados Unidos.

### British Invasion(2012)
Steel Panther lançou seu primeiro DVD ao vivo British Invasion em Setembro de 2012.  o DVD foi lançado mundialmente em 22 de Outubro de 2012. Foi filmado no Brixton Academy em Londres e contém duas horas de show mais um documentário baseado na turnê britânica onde os ingressos foram esgotados.
| N.º | Título                           | Duração |  |
| 1.  | "Eyes of a Panther"              |         |  |
| 2.  | "Eatin' Ain't Cheatin'"          |         |  |
| 3.  | "Fat Girl (Thar She Blows!)"     |         |  |
| 4.  | "Party All Day (Fuck All Night)" |         |  |
| 5.  | "Hell's on Fire"                 |         |  |
| 6.  | "Stripper Girl"                  |         |  |
| 7.  | "Asian Hooker"                   |         |  |
| 8.  | "Turn Out the Lights"            |         |  |
| 9.  | "Girl From Oklahoma"             |         |  |
| 10. | "I Want Pussy"                   |         |  |
| 11. | "Community Property"             |         |  |
| 12. | "The Shocker"                    |         |  |
| 13. | "Death to All but Metal"         |         |  |

### All You Can Eat(2013 – atualmente)
All You Can Eat é o quarto album da banda de metal Steel Panther, lançado dia 1 de Abril de 2014 no selo independente Open E Music, via Kobalt Label Services. O álbum foi oficialmente anunciado em Setembro de 2013. O primeiro single do álbum foi "Party Like Tomorrow is the End of the World". O segundo single, "The Burden of Being Wonderful", foi lançado em 21 de Janeiro de 2014.
O terceiro single, "Gloryhole", foi lançado em Abril de 2014 no canal Steel Panther's VEVO. Em 26 de Março de 2014 o álbum vazou e estava disponível para download em vários sites, provavelmente depois de ter sido transmitido pelo tabloide alemão 'Bild'. A transmissão online foi aprovada pelo Steel Panther.

## Turnês

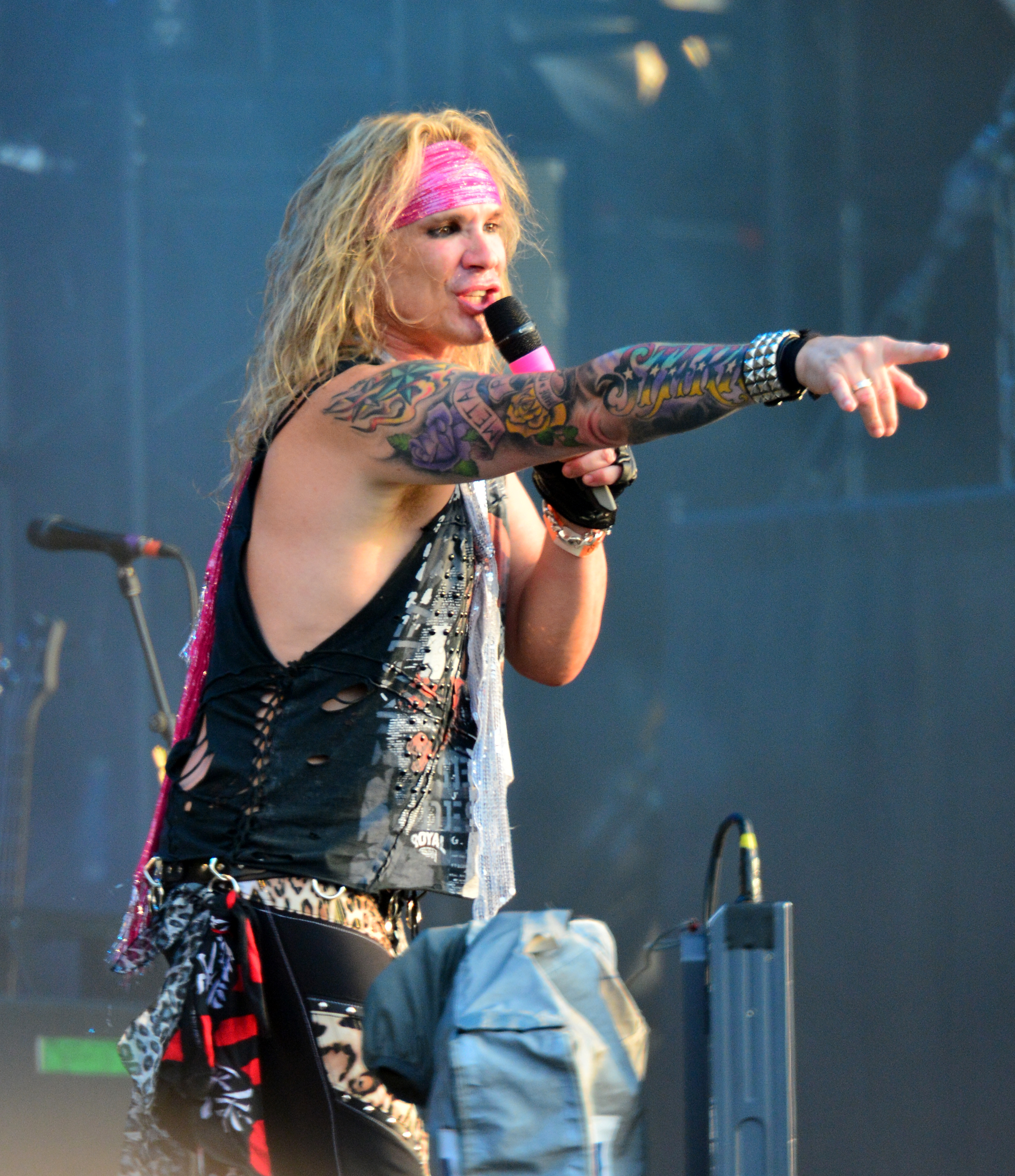
Michael Starr no Wacken Open Air 2014

### UK Arena tour com Def Leppard e Mötley Crüe
Devido à sua crescente popularidade, o Steel Panther foi convidado pelo Def Leppard com eles e seu co-headliners Mötley Crüe como um "Convidado Especial" na Mirrorball Tour em Dezembro de 2011.

### The Forum com Guns N' Roses
Exatamente uma semana depois do encerramento da UK arena tour em Londres com Def Leppard e Mötley Crüe, Steel Panther abriu para o Guns N' Roses no Forum in Los Angeles, CA em 21 de Dezembro de 2011.

### Soundwave/Revolution
Em 11 de Maio de 2011, Steel Panther anuncia que tocariam no palco principal (mesmo palco de Van Halen) no Soundwave Revolution, contudo, o festival viria a ser cancelado devido ao Rage Against the Machine não poder tocar. O baterista Stix Zadinia foi o responsável por falar do assunto em seu Twitter em 9 de Agosto: "Soundwave/Revolution foi cancelado. Eu estou desapontado." As noticias chocaram os fãs do Soundwave e causou um enorme desastre pro Steel Panther nos trending do Twitter e fãs acusando o Steel Panther de ter sido a razão do cancelamento.

## Membros
- Michael Starr (Ralph Saenz) - vocal
- Satchel (Russ Parrish) - guitarra, vocal
- Lexxi Foxxx (Travis Haley) - baixo elétrico, vocal
- Stix Zadinia (Darren Leader) - bateria, percussão, vocal

## Discografia
- Hole Patrol (2003)
- Hey That's What I Call Sludge! Vol. 1 (2004, compilação)
- Feel the Steel (2009)
- Balls Out (2011)
- All You Can Eat (2014)
- Lower The Bar (2017)
- Heavy Metal Rules (2019)
- On the Prowl (2023)

## Videografia
- Fat Girl (Thar She Blows) - The Video (2005)